# 课程实习训练
课程实习训练（英語：Curricular Practical Training, CPT）是美国给予持有F-1签证、就读于高等院校的国际学生的临时就业许可。课程实习训练许可是相关学校的国际学生办公室或类似机构，代理美国公民及移民服务局向学生颁发的。